# نافع بن الأسود
نافع بن الأسود بن قطبة بن مالك الأسيدي التميمي يُكنى أبو نجيد، شاعر من الصحابة من مخضرمي الجاهلية والإسلام، شهد فتوح الشام والعراق، وله فيها أشعار كثيرة  وهو القائل بعد انصراف علي من صفين من أبيات:
يرجع نسبه إلى بنو أسيد بن عمرو بن تميم وهم الذين يقول فيهم :
توفي بعد سنة 37 هـ الموافق بعد 657 م.

## شعره
- قال يفتخر في قومه بني تميم وشجاعتهم، ودورهم في الفتوحات الإسلامية:[2]

- وقال أيضاً يفخر بقومه بني تميم وكانوا أول من دخل المدائن عاصمة كسرى ملك الإمبراطورية الفارسية:[3]

- وقال لما سار الأحنف بن قيس التميمي إلى خراسان ودخل مدنها، وهرب منه أخر ملوك الفرس يزدجرد الثالث فغرق في أحد الأنهار وقيل مات في طاحونة:[4]

- وقال يصف نفسه وشجاعته وجهاده:[5]